# Amtsgericht Belgern
Das Amtsgericht Belgern war ein Gericht der ordentlichen Gerichtsbarkeit in Belgern.

## Geschichte
Von 1849 bis 1879 bestand in Belgern die Gerichtskommission Belgern des Kreisgerichtes Torgau. Im Rahmen der Reichsjustizgesetze wurden reichsweit einheitlich Oberlandes-, Land- und Amtsgerichte gebildet. Das königlich preußische Amtsgericht Belgern wurde mit Wirkung zum 1. Oktober 1879 als eines von 16 Amtsgerichten im Bezirk des Landgerichtes Torgau im Bezirk des Oberlandesgerichtes Naumburg gebildet. Der Sitz des Gerichtes war die Stadt Belgern. Sein Gerichtsbezirk umfasste aus dem Kreis Torgau den Stadtbezirk Belgern, die Amtsbezirke Ammelgoßwitz, Paußnitz und die Oberförsterei Sitzenroda, aus dem Amtsbezirk Arzberg den Gemeindebezirk Cöllitzsch-Korgitzsch, die Gutsbezirke Adelwitz und Ottersitz und aus dem Amtsbezirk Loßwitz die Gemeindebezirke Döbeltitz und Mahitzschen und den Gutsbezirk Mahitzschen.
Am Gericht bestand 1880 eine Richterstelle. Das Amtsgericht war damit ein kleines Amtsgericht im Landgerichtsbezirk. Es war auch Elbzollgericht. In Folge der Weltwirtschaftskrise wurden 60 Amtsgerichte auf Grund von Sparverordnungen aufgehoben. Durch die Verordnung über die Aufhebung von Amtsgerichten vom 30. Juli 1932 wurde das Amtsgericht Belgern zum 30. September 1932 aufgehoben und sein Sprengel dem Amtsgericht Torgau zugeordnet.